# Рахіла
Рахіла (гінді राहिल; д/н — 905) — 5-й володар Джеджа-Бхукті у 885—905 роках.

## Життєпис
Походив з династії Чандела. Син Віджаяшакті. Спадкував владу 885 року. У написі одного з його наступників його титул подається як нрпаті («володар людей»). Вважається, що він залишався васалом Гуджара-Пратіхарів. Також написи вихваляють його як воїна, але не містять значної історичної інформації або значні перебільшення, зокрема стверджується, що він вторгся до Рамешвари з військом у 2 млн вершників і захопив 1 тис. кораблів у царя Сімгали.
Написи в храмі Аджайгадх містять його ім'я. Озеро Рахіл-Сагар у Махобі, на березі якого є храм, названо на його честь. Парамала Расо стверджує, що він заснував селище Расіна (або Раджавасіні), яке ототожнюється з селом Расін біля Бадаузи (сучасний штат Уттар-Прадеш), де є храм в архітектурному стилі Чандела.
Помер Рахіла близько 905 року. Йому спадкував син Харша.